# Vădăstrița (gmina)
Vădăstrița – gmina w Rumunii, w okręgu Aluta. Obejmuje tylko jedną miejscowość Vădăstrița. W 2011 roku liczyła 3437 mieszkańców.